# Boutique Air
  Boutique Air ist eine Fluggesellschaft mit Sitz in San Francisco, Kalifornien. Die Fluggesellschaft bietet Charterdienste sowie planmäßige Passagierdienste an, die im Rahmen des subventionierten Essential Air Service (EAS)-Programms durchgeführt werden. Boutique betreibt mit 26 Flugzeugen die zweitgrößte Pilatus PC-12-Flotte in den Vereinigten Staaten.

## Geschichte
Das Unternehmen wurde 2007 von Shawn Simpson gegründet. Er führte On-Demand-Charter und Luftpatrouillendienste für Regierungssektoren mit Cessna-Flugzeugen durch, bevor er Pilatus PC-12-Flugzeuge kaufte, um seine Passagiercharterflüge durchzuführen.

## Flugziele
Ziele in folgenden Bundesstaaten werden mit Stand 2022 angeflogen:
- Arizona
- Colorado
- Georgia
- Kansas
- Maryland
- Massachusetts
- Nebraska
- New Mexico
- New York
- Oregon
- Pennsylvania
- Tennessee
- Texas

Boutique Air hat Codeshare Abkommen mit United Airlines und American Airlines.

## Basen
Boutique Air verfügt über mehrere Basen:
- Dallas/Fort Worth International Airport, Texas
- Denver International Airport, Denver, Colorado
- Hartsfield–Jackson Atlanta International Airport, Atlanta, Georgia
- Los Angeles International Airport, Los Angeles, Kalifornien
- Minneapolis-Saint Paul International Airport, Minneapolis, Minnesota
- Phoenix Sky Harbor International Airport, Phoenix, Arizona
- Portland International Airport, Portland Oregon
- San Francisco International Airport, San Francisco, Kalifornien

## Flotte
Die Flotte besteht mit Stand 2022 aus 26 Flugzeugen.
| Flugzeugtyp      | aktiv | bestellt | Anmerkungen | Sitzplätze |
| ---------------- | ----- | -------- | ----------- | ---------- |
| Pilatus PC-12-45 | 12    |          |             | 8          |
| Pilatus PC-12-47 | 14    |          |             | 8          |
| Gesamt           | 26    |          |             |            |

Auf der Webseite des Unternehmens werden noch Beechcraft King Air 350  angegeben.